# Laosat 1
O Laosat 1 é um satélite de comunicação geoestacionário laosiano construído pela Academia Chinesa de Tecnologia Espacial (CAST) que está localizado na posição orbital 129 graus de longitude leste e é operado pela Autoridade Nacional do Laos para a Ciência e Tecnologia. O satélite é baseado na plataforma DFH-4S Bus e sua expectativa de vida útil é de 15 anos.

## História
O Laos assinou em março de 2010, um contrato com a Corporação Industrial Grande Muralha da China (CGWIC) para a entrega em órbita do satélite de  comunicações Laosat 1. O Laosat 1 é o primeiro satélite de comunicações do país.

## Lançamento
O satélite foi lançado com sucesso ao espaço em 20 de novembro de 2015, às 16:07 UTC, por meio de um veículo Longa Marcha 3B/G2 a partir do Centro Espacial de Xichang na China. Ele tinha uma massa de lançamento de 5200 kg.

## Capacidade e cobertura
O Laosat 1 está equipado com 14 transponders em banda C e 8 em banda Ku para fornecer serviços de telecomunicações para o Laos.